# Venas cerebrales superiores
Las venas cerebrales superiores o ascendentes internas y externas ([TA]: venae superiores cerebri) son de 8 a 12 venas cerebrales superficiales (prefrontal, frontal, parietal y occipital) que drenan la sangre desde las superficies superiores, laterales y mediales de los hemisferios cerebrales hacia el surco cerebral longitudinal, sitio en el que se abren en el seno longitudinal superior.

## Trayecto
Están alojadas principalmente en los surcos que hay entre las circunvoluciones, pero algunas discurren a través de estas últimas.
Se abren al seno sagital o longitudinal superior; las venas anteriores pasan cerca en ángulo recto respecto al seno; las posteriores (mayores) se dirigen oblicuamente hacia delante y se abren al seno en una dirección más o menos opuesta a la normal de la sangre contenida en el mismo.